# Blepharodon colombianum
Blepharodon colombianum är en oleanderväxtart som beskrevs av G. Morillo. Blepharodon colombianum ingår i släktet Blepharodon och familjen oleanderväxter. Inga underarter finns listade i Catalogue of Life.